# Sint-Maartenskerk (Stene)
De Sint-Maartenskerk (Frans: Église Saint-Martin) is de parochiekerk van de gemeente Stene in het Franse Noorderdepartement.

## Geschiedenis

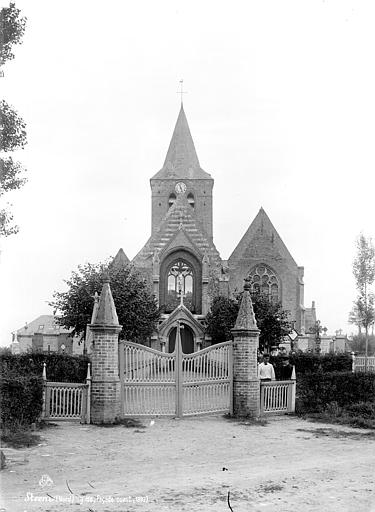
Sint-Maartenskerk, westgevel

In de 11e of 12e eeuw werd een romaanse kerk gebouwd, waarvan het onderste deel van de vieringtoren en enkele muurresten in ijzerzandsteen nog bewaard zijn. Het bovenste deel van de toren is 14e-eeuws en in vroege gotiek uitgevoerd. Tussen 1533 en 1542 kwamen plannen ten uitvoer om een driebeukige hallenkerk te bouwen in laatgotische stijl. Hiervan zijn slechts twee beuken gerealiseerd. De toen voorziene noordbeuk is nooit gebouwd, maar omstreeks 1600 werd een eenvoudiger en veel lagere noordbeuk toegevoegd. In 1880 werd nog een voorportaal aangebouwd.

## Interieur
In de kerk vindt men enkele bijzondere pilaren, waaronder ronde, achthoekige en gedraaide.
De kerk bevat diverse kunstschatten zoals een rijk van houtsnijwerk voorziene preekstoel van 1728; diverse schilderijen waaronder een Marteling van Sint-Erasmus (18e eeuw); heiligenbeelden; drie biechtstoelen en dergelijke.